# Straßenlaub

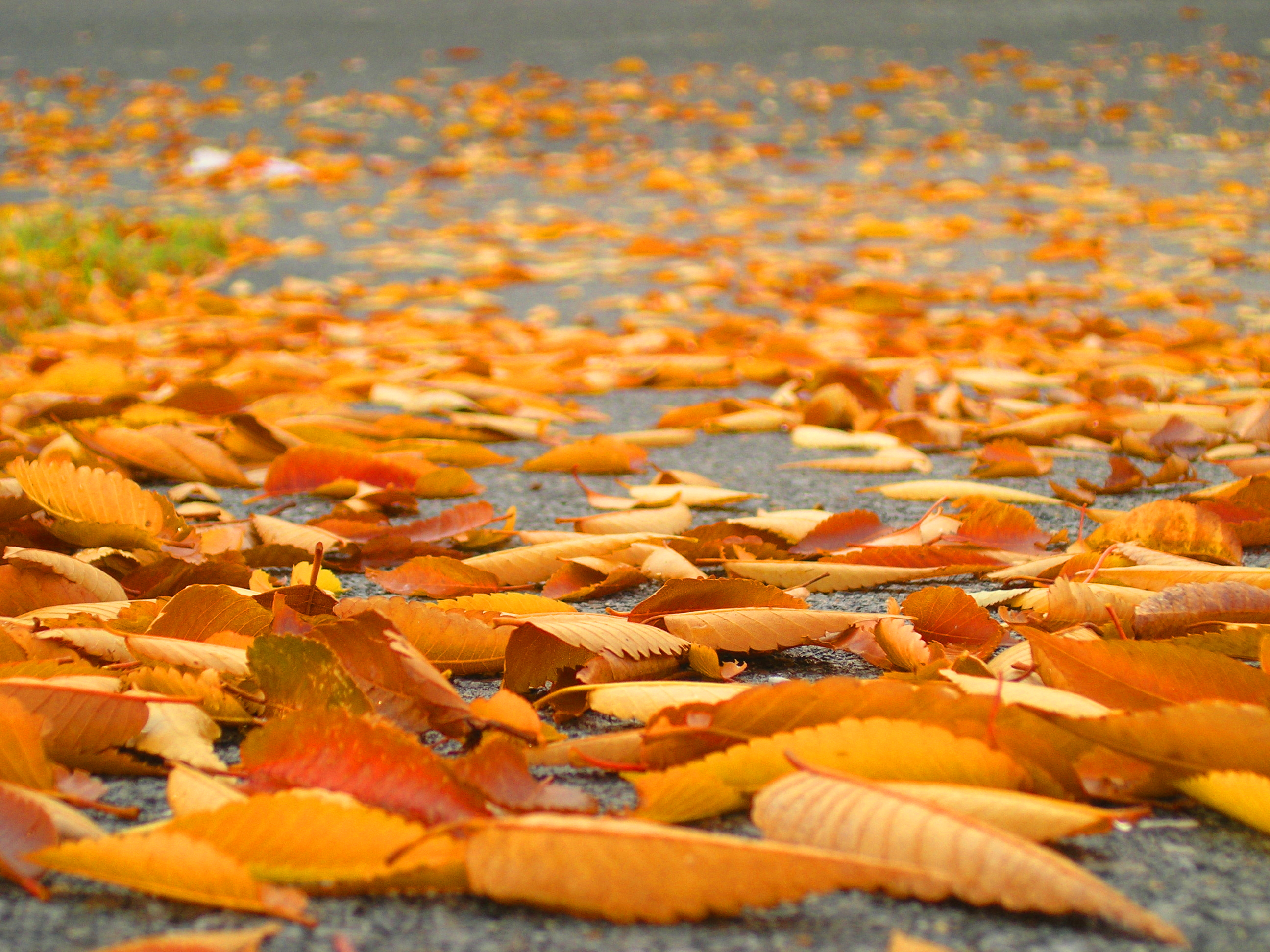
Laub auf einer asphaltierten Straße

Als Straßenlaub wird Laub bezeichnet, das im Herbst an Verkehrsflächen anfällt, an denen sich Straßenbäume befinden.

## Entsorgung
Die jährlich wiederkehrende Laubmenge ist nicht unerheblich. In Berlin stehen beispielsweise über 400.000 Laubbäume. Die Berliner Stadtreinigung beseitigt nach eigenen Angaben jährlich bis zu 90.000 Kubikmeter Straßenlaub (die Menge entspricht 2.600 Eisenbahnwaggons). Die Stadtreinigung Hamburg hatte 1996 ein Laubaufkommen von 13.200 Tonnen.

## Schadstoffe
Ein Problem ist der Schadstoffgehalt bei der stofflichen oder energetischen Verwertung, ähnlich wie beim Mähgut von Straßenbegleitflächen. Die Kontaminierung entsteht insbesondere durch Anhaftung und Ablagerung von Luftschadstoffen, zum Beispiel Schwermetallen (Blei, Cadmium, Kupfer, Chrom, Nickel, Zinn). Die Belastung ist abhängig von Verkehrsmittel (Verbrenner oder Fahrrad), Verkehrsdichte und Abstand zur Fahrbahn.